# الأوقاف على الحرمين

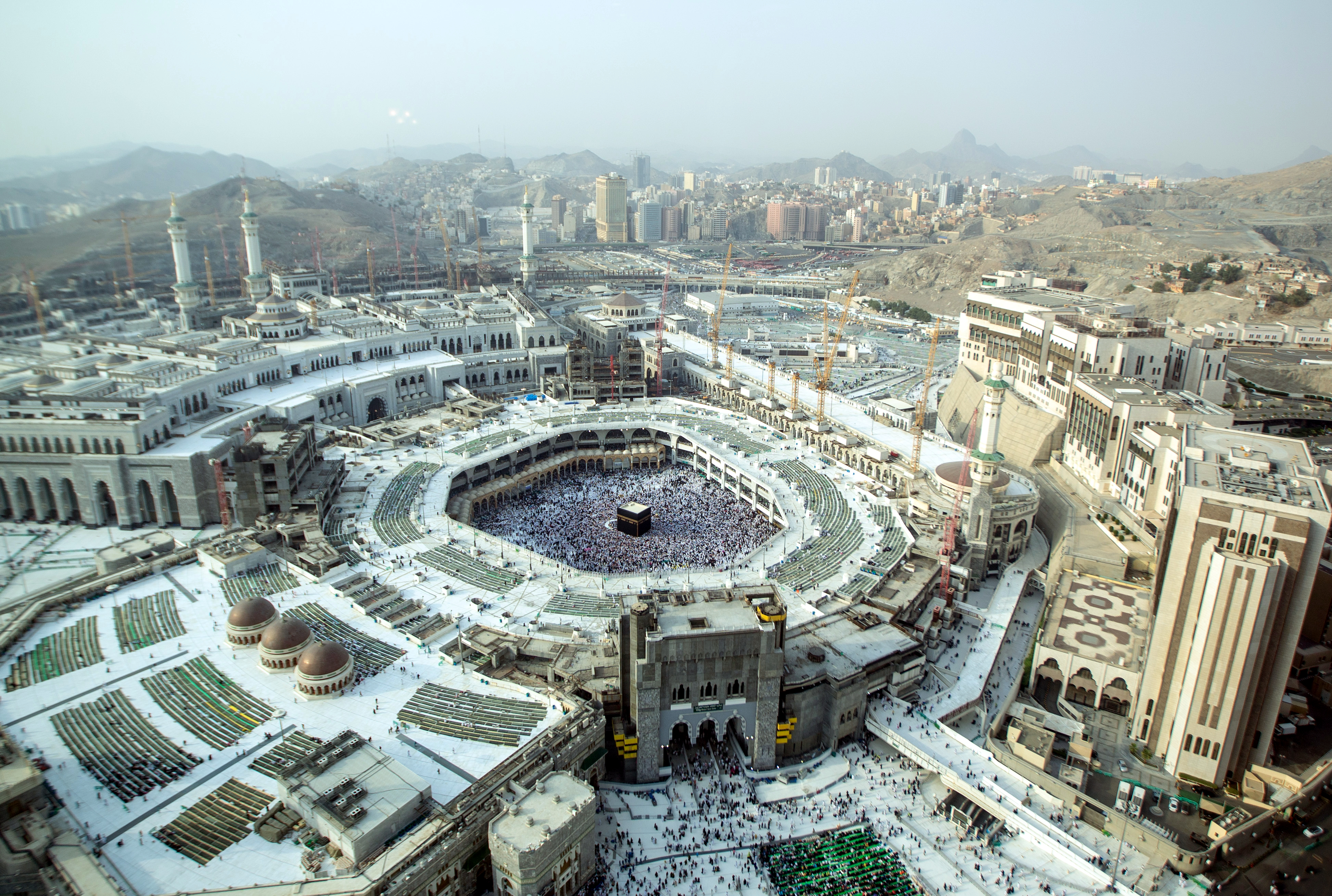
صورة لمكة المكرمة منطقة الحرم

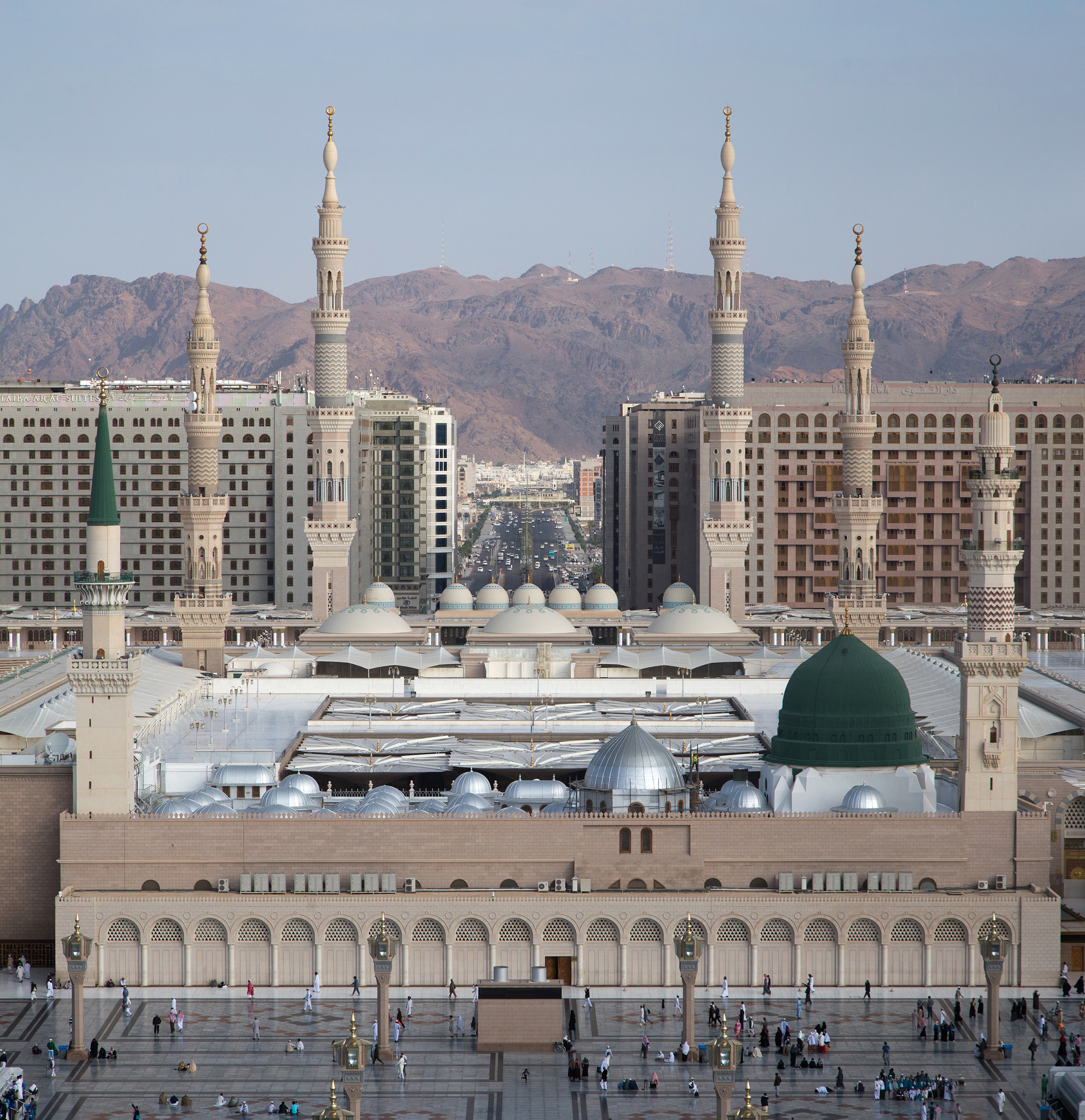
صورة للمسجد النبوي - المدينة المنورة

## الأوقاف على الحرمين

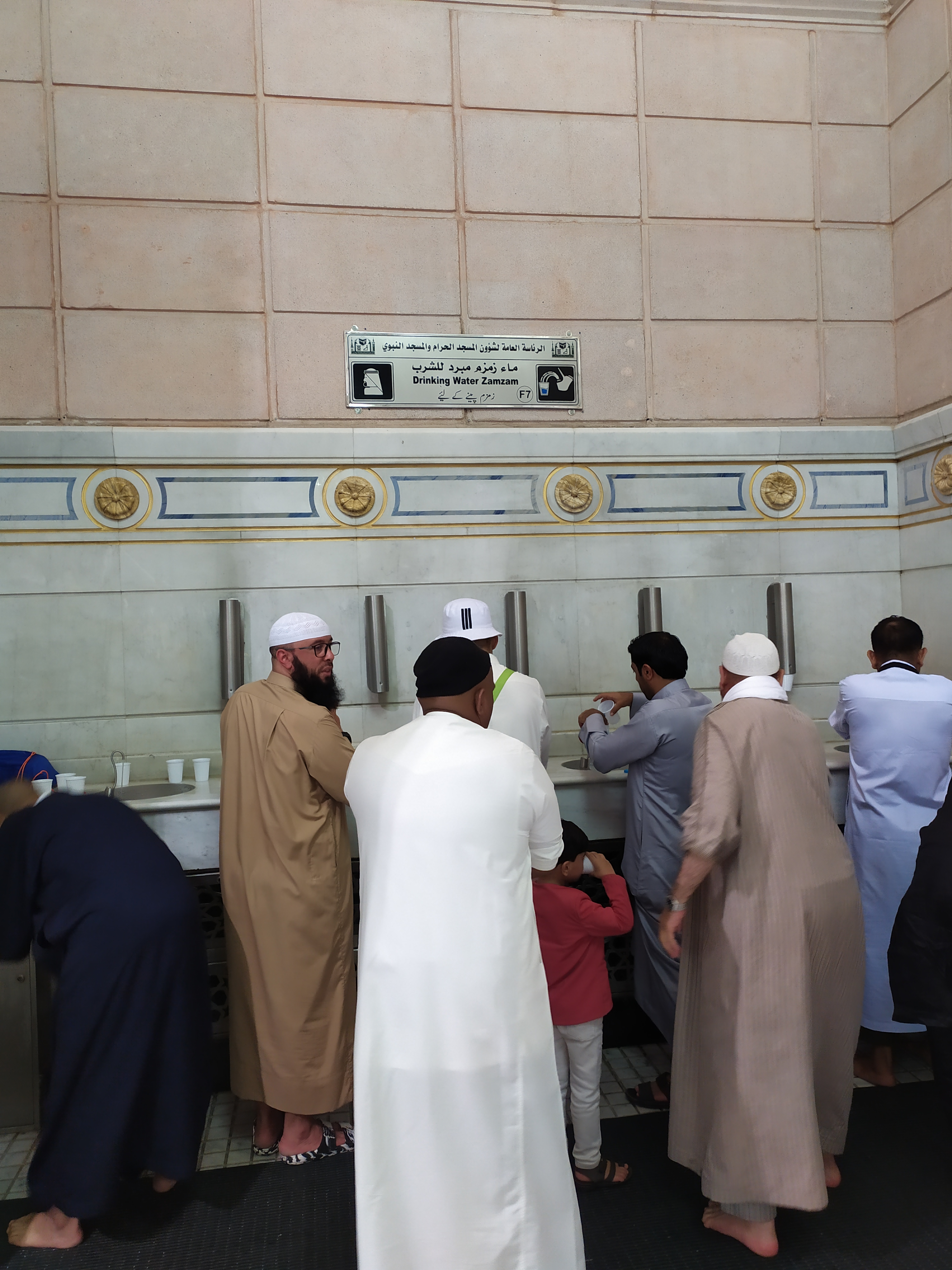
ماء زمزم مبرد للشرب في الحرم المكي

الأوقاف على الحرمين للحرمين مكانة عظيمة وأهمية تاريخية ودينية، ويتجلَى هذا الاهتمام بضخامة الأوقاف التي حبسها المسلمون بداية من عهد الصحابة، فأول وقف في الحرم النبوي، قام عليه الخليفة عمر، ثم كثرت الأوقاف عهد الأمويين، في عدد من بلدان العالم الإسلامي، ومنها الحرمين، وبعد ذلك جاء العهد العباسي، وكان يُنفق فيه على الحرمين من أوقاف أحد خلفائهم، حوالي مائة ألف دينار سنوياً، ثم توسعت أكثر في العهد الأيوبي، حتى شمل ريعها على من يقوم بخدمة الحرمين، وأما في عهد المماليك، فقد ذاعت وانتشرت الأوقاف على الحرمين، فهناك من أوقف الدور وغيرها ليعود ريعها على الحرمين، وتزايدت وتنوعت في عهد الدولة العثمانية، وتشكيل لجنة خاصة للإشراف عليها في عام 995م -1587م، ومؤخراً أولت الحكومة السعودية عناية خاصة بالحرمين، ورصدت لهما من ميزانية الدولة.

## مفهوم الوقف
الوقف: وجمعه: (أوقاف) واختلفت الفقهاء في تحديد معنى الوقف، تبعاً لاختلافهم من حيث الشروط والأركان، وفي القاموس الفقهي: حبس مال، يمكن الانتفاع به مع بقاء عينه، بقطع التصرف في رقبته، على مصرف مباح.

## الأوقاف على الحرمين الشريفين في عهد الخلفاء الراشدين
بدأ الإهتمام بالأوقاف على الحرمين منذ عهد الخليفة عمر بن الخطاب فبعد توليه الخلافة، جعل وقف العباس بمكة، توسعة في المسجد الحرام، "فقد كان المسجد الحرام جداراً محاطاً على عهد رسول الله –عليه الصلاة والسلام-، وأبي بكر، حتى جاء عهد عمر، فضاق على الناس، فوسَّعه عمر، واشترى دوراً فهدمها، وهدَمَ ما قرُب من المسجد، وأعطا أصحابها أثمان الدور بعد ذلك، ثم أحاط عليه بجدر قصير دون القامة، ورفع المصابيح على الجدر، وجعل الردمين؛ردم أجياد، وردم أعلى مكة".
وذكر الأزرقي: "أن للخطاب بن نفيل، داراً صارت لعمر، بين الصفاء والمروة، فكان لها وجهان، وجه على ما بين الصفا والمروة، ووجه على فج بين الدارين، فهدمها عمر في خلافته، وجعلها رحبة ومناخاً للحاج".
وفي الحرم النبوي، أعاد عثمان بن عفان، بناءه في خلافته بالحجارة والغصة، وجعل عمده حجارة، وزاد فيه، وجعل طوله ستين ومائة ذراع وعرضه خمسين ومائة ذراع، وجعل أبوابه ستة على ما كانت عليه في زمن عمر.

## الأوقاف على الحرمين الشريفين في العهد الأموي
قام بنو أمية بالوقف على الحرمين، في مكة والمدينة، وكان من أهم أوقافهم: المياه الصالحة للشرب في الحرمين، فلقد أجرى معاوية في الحرم عيوناً واتخذ لها أخيافاً، فكانت حوائط، وهي: حائط الحمام، إنما سمي بذلك؛ لأن الحمام كان في أسفله، وحائط عوف، وحائط يقال له: الصُّفيّ، وحائط يقال له: حائط مورِّش، وحائط خُرْمان، وحائط مُقَيْصِرة، وحائط حراء، وحائط ابن طارق بأسفل مكة، وحائط فخ، وحائط بلدح، فهذه العيون أجراها معاوية، واتخذها بمكة، وكانت عيون معاوية تلك قد انقطعت، فأمر الرشيد بعيون منها، فعُملت وأُحْيِيَت، وصُرفت في عين واحدة يقال لها: الرشاد، تسكب، في الماجلين بالمعلاة، ثم تسكب في البركة، التي عند المسجد الحرام، وجعل دار المراجل بمكة، والتي كان يطبخ فيها طعام الحجاج وطعام الصائمين من الفقراء في شهر رمضان وقفًا في سبيل الله.
وفي خلافة عمر ابن عبد العزيز، حظيت أوقاف الحرمين بقدر كبير من اهتمامه، إذ حفر الآبار في المدينة فحفر منها بئر الحفير وكانت طيبة الماء.
قام بتوسيع المسجد النبوي، ورفع منارته وجوّف محاربيه، وأنشأ الخانات والفنادق ودار الضيافة للحجاج والمسافرين.

## الأوقاف على الحرمين الشريفين في العهد العباسي
وكذلك بنو العباس، فقد أبدوا اهتماماً كبيراً بالأوقاف على الحرمين وتنميتها وتنوعها، ومن ذلك وقف علي بن عيسى وزير المقتدر، إذ أشار على المقتدر بالله بوقف المستغلات بمدينة السلام، وغلتها نحو ثلاثة عشر ألف دينار والضياع الموروثة بالسواد الجارية في ديوان الخاصة، وارتفاعها نيف وثمانون ألف دينار على الحرمين والثغور، فقبل رأيه وأشهد بذلك القضاة والشهود على نفسه، ونصب علي بن عيسى لهذه الوقوف ديواناً سماه: (ديوان البر).
وكانت هناك منافسة حادّة بين الأمراء من الأسرة العباسية، في أعمال البر وإشاعة الأوقاف على الحرمين الشريفين، حيث لم يقتصر أثرها على الحج والحجاج، وسكان الحرمين الشريفين، بل أصبح أشمل مما كان عليه في الماضي، إذ تعدَّى ذلك إلى تأسيس المستشفيات لعلاج المرضى من الحجاج والزائرين، وتأسيس المدراس التعليمية الوقفية في الحرمين، والمكتبات، والأربطة في الحرمين، والإنفاق على طلبة العلم فيهما.

## الأوقاف على الحرمين الشريفين في العهدين (الأيوبي والمملوكي)
وفي هذين العهدين (الأيوبي والمملوكي)، ذاع وانتشر الوقف على الحرمين الشريفين في جميع أقطار العالم الإسلامي، وخاصة في مصر والشام، إذ تثبت الوثائق التي أصدرها السلاطين والأمراء وغيرهم من أعلام الرجال والنساء، حتى أنه قل أن تجد وثيقة وقفية لجهة ما في أماكن البر؛ إلا وللحرمين الشريفين حظاً منها.
ونتيجة لكثرة الأوقاف والأحباس في هذين العهدّين، فقد أصبح للأوقاف ثلاثة دواوين: ديوان أحباس المساجد، وديوان الأوقاف الأهلية، وديوان أحباس الحرمين الشريفين، وجهات البر الأخرى.

### ومن أبرز الأوقاف على الحرمين الشريفين في هذين العهدين
- وقف السلطان صلاح الدين الأيوبي[28][29]، في مصر، ويتمثل هذا الوقف في -أراضي واسعة-، ليرسل من ريعها إلى جدة، وذلك لما كانت هناك ضريبة قدرها سبعة دنانير ونصف، تفرض على كل حاج في طريقه إلى الحجاز لتعمير مكة والمدينة، ومساعدة الناس هناك، وقد اشتطّ الفاطميون في جمع هذه الضرائب، ومن يعجز عن دفعها يعذب عذاباً أليماً، ولكن صلاح الدين ألغى تلك الضرائب، واستعاض عنها من تلك الأراضي التي أوقفها معونات تعادل قيمة ما يؤخذ من الحجاج، تدفع كل عام لأهل الحجاز، وبذلك أراح الحجاج من عنت الجباة، ولاسيما أن نسبة كبيرة منهم كانوا فقراء، لا يستطيعون دفع ما يؤخذ منهم، فكفى الله الحجاج لبيت الله الحرام على يدي هذا السلطان.[30][31]
- وقف الدشيشة[أعل 3][32] الكبرى،[33] وهي عبارة عن مجموعة وقفيات، فمنها: دشيشة السلطان جقمق[أعل 4][34]، ودشيشة السلطان الأشرف قايتباي[35]، ودشيشة السلطان برقوق[4][36]، وتُعَد من أكبر الأوقاف المخصصة للحرمين، وحين تولى السلطان قايتباي المحمودي، أضاف مجموعة من القرى، والوكالات ليصرف من ريعها في شراء قمح الدشيشة لفقراء الحرمين، وبعد قايتباي، ظل يضاف إليه من السلاطين اللاحقين، وكان كلما تولى أحد السلاطين المماليك، يضيف إلى هذا الوقف أراضي ودور، وقد استمر هذا الوقف إلى العصر العثماني.[37]
- وقف السلطان قايتباي، وهو عبارة عن وكالة وحوانيت بباب النصر، ويصرف ريعها في مصالح الحرمين الشريفين، ولعمل الدشيشة لأهالي المدينة.[38]
- وقف ابن المزلق،[أعل 5][39]، وهو وقف كثير أوقفه ابن المزلق على سكان الحرمين، وعين للحجرة النبوية على الحال بها أفضل الصلاة وأتم السلام، الشمع والزيت في كل عام.[40]

## الأوقاف على الحرمين الشريفين في العهد العثماني
حرَص سلاطين الدولة العثمانية وولاتها وأعيانها، على حبس الأوقاف للحرمين، وتخصيص ريعها للخدمات المختلفة فيهما، ومع تزايد الأوقاف وتنوعها، سعت الدولة العثمانية إلى تشكيل إدارات، ولجان تعنى بشؤونها، ومن ذلك لجنة خاصة للإشراف على أوقاف الحرمين، عام 995هـ، وقد تنوعت الأوقاف على الحرمين في هذا العهد، فمنها ما خُصِّص للإعمار والصيانة وللإقامة والإمامة ولطلبة العلم وللإنارة والفراش إضافة إلى ذلك أوقاف تم تخصيصها لمن يتولون الخدمة والنظافة، ومن أبرز الأقاف على الحرمين في العهد العثماني:
- وقف السلطان محمد ابن السلطان بايزيد،[أعل 6][42] إذ أنشأ أوقافاً عديدة كثيرة الغلة، وقفها وشرط أن تحمل غلَّتها إلى الحرمين، وهو أول من عمل الصر لأهل الحرمين، من آل عثمان.[43]
- وقف السلطان بايزيد ابن السلطان محمد، فقد كان يجهز إلى أهل الحرمين في كل عام أربعة عشر ألف دينار ذهبا، يصرف نصفها على فقهاء مكة، والآخر للمدينة.[43]
- وقف السلطان الصالح إسماعيل بن الناصر محمد، إذ اشترى قرية من بيت مال المسلمين بمصر، ووقفها على كسوة الكعبة في كل سنة، وعلى كسوة الحجرة والمنبر في كل خمس سنين مرة.[44]

واستمرت الدولة العثمانية في إرسال مخصصات الحرمين السنوية، كالكسوة للكعبة، والمنشئات الخيرية، وأوقفت لأجلها قرى عديدة في مصر وغيرها.

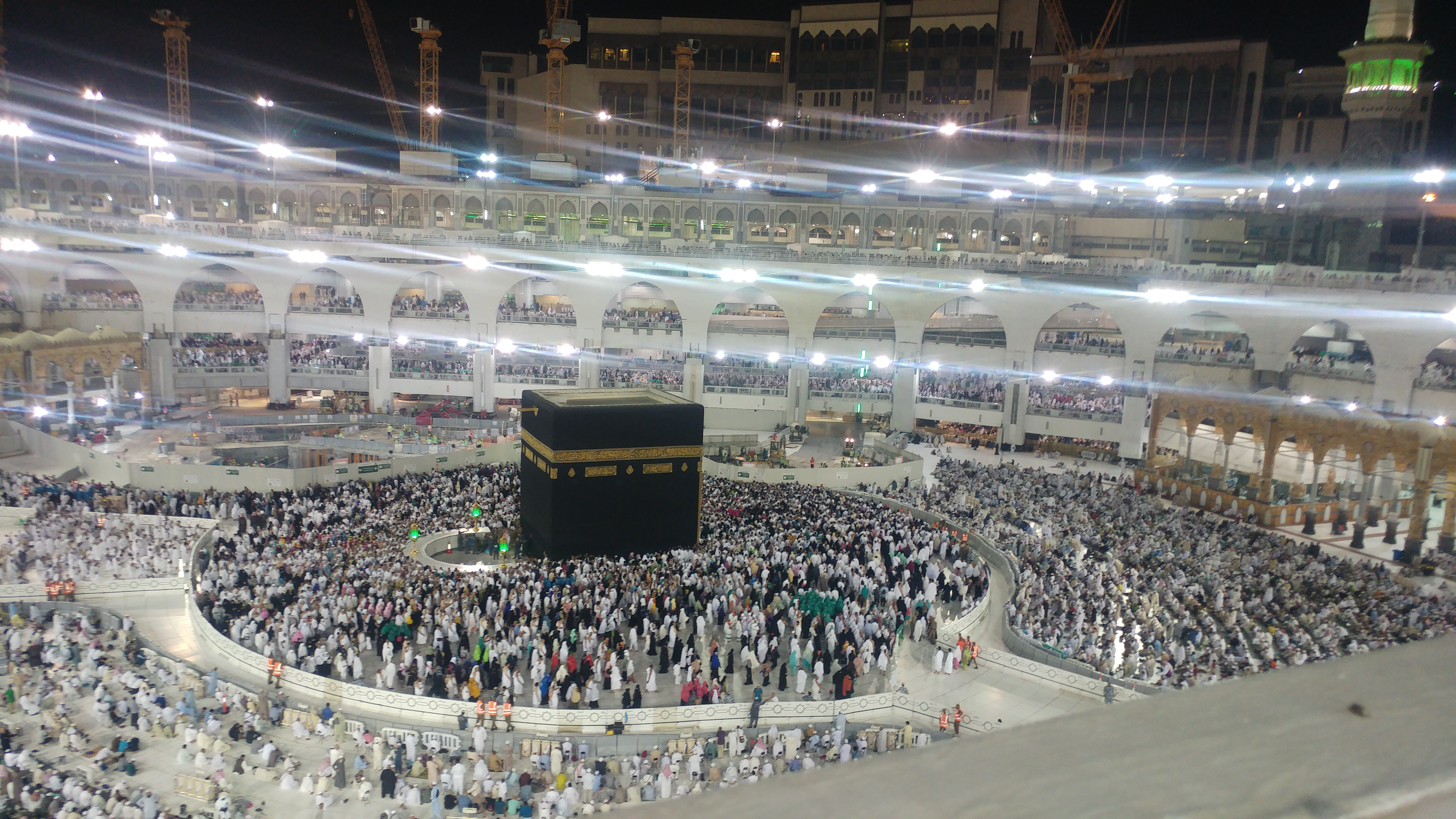
بعض أعمال التوسعة جوار الكعبة

## الأوقاف على الحرمين الشريفين في العهد الحديث
- أولت المملكة العربية السعودية منذ قيامها على عهد الملك المؤسس عبد العزبز آل سعود، عناية خاصة بالحرمين الشريفين، وتكفلت بجميع متطلبات الحرمين من (توسعة للمباني والصيانة وأنفقة على جميع شؤون الحرمين)، وأنشأت لذلك إدارة خاصة: (إدارة شؤون الحرمين)، ورصدت لها ميزانية خاصة في بنود ميزانية الدولة.[2]
- ومن الأعمال التي قامت في العهد السعودي، توسعة الملك عبد العزيز آل سعود، إذ أمر بتوسعة الحرم المدني، وقام بذلك ابنه الملك سعود بن عبد العزيز آل سعود، وابتدأ العمل في شوال عام 1370هـ، والانتهاء منه في عام 1373هـ، والمساحة التي انتهت بها (16326) مترا مربعا.[46]
- وبعد إتمام توسعة المسجد النبوي، استأنف الملك سعود بن عبد العزيز بتوسعة الحرم المكي عام 1375هـ، وفي يوم 4 من ربيع الثاني عام 1375هـ بدء في التمهيد لأعمال التوسعة.[47]
- وتم تنسيق ما بين القديم والجديد في جميع الجهات، وقد بلغت مساحة الحرم بعد هذه التوسعة حوالي (190000) مائة وتسعون ألف متراً مسطحاً، وكانت في الماضي 291127 متراً مسطحاً.[47]
- وتلى ذلك تنظيمات كثيرة كلها ترمي إلى الإصلاح من وضع الأوقاف في البلاد حتى تتم الفائدة المنشودة،[48] ثم في عهد الملك فهد بن عبد العزيز، والتي كانت من أعماله، عمارة الحرمين الشريفين، وهي أكبر عمارة للحرمين شهدها التاريخ.[49]
- وبتلك الزيادت تكون التوسعة السعودية الأولى والثانية قد ضاعفت مساحة المسجد الحرام حوالي تسعة أمثال المساحة القديمة للحرم.[25]
- وتستمر الأعمال الوقفية على الحرمين إلى اليوم، وتجري أعمال توسعة جديدة، يقوم عليها الملك سلمان بن عبد العزيز ال سعود.

### التراجم والأعلام
1. ↑  الخليفة المقتدر العباسي جعفر بن محمد (المتوفى: 320هــ).
2. ↑  هو: الخطاب بن نفيل بن عبد العزي بن رياح بن عبد الله بن قرط بن رزاح ابن عدي بن كعب بن لؤي القرشي العدوي، (والد عمر الفاروق ).
3. ↑  الدشيشة: هي في الأصل حسوٌ يتخذ من بر مرضوض.
4. ↑  الملقب سيف الدين: أمير مستعرب كان محبا للعمران. ولي نيابة دمشق من قبل الملك المؤيد سنة 822 هـ وهو باني المدرسة (الجقمقية) في دمشق، وتوفي سنة: 824 هـ).
5. ↑  محمد بن علي بن أبي بكر المعروف بابن المزلق وكان من أهل الثروة، وتوفي سنة: (848ه).
6. ↑  محمد جلبي الغازي بالملك، وبذلك انفرد محمد المولود سنة 781 هـ بما بقي من بلاد آل عثمان، ويعتبره بعض المؤرخين خامس سلاطين آل عثمان.